# 通過帯域
通過帯域（つうかたいいき）またはパスバンド（英: Passband）は、フィルタ回路が減衰させずに通過させる周波数または波長の範囲である。

## フィルタにおける通過帯域
電気通信、光学、音響学において、通過帯域とは、遮断周波数（光学の場合、遮断波長）に挟まれたスペクトルの一部であり、フィルタリングを行う機器により、最小の相対損失と最大の相対利得で転送される部分である。

## デジタル伝送におけるパスバンド
デジタル通信において、周波数帯域はベースバンドとパスバンドに分けられる。パスバンドはある特別な制限周波数より高い周波数帯であり、無線通信では周波数0付近のベースバンドの信号は転送できない。0周波数付近の信号（例えば、人間の声は 300Hz から 3kHz）の無線通信による転送をするためには、転送に適した周波数に変換する必要がある。つまり信号はベースバンドからパスバンドへ変調される。受信側では、復調によってベースバンド信号を得る。

## 概要
ラジオ受信機には、一般にチューニング可能なバンドパスフィルタがあり、その通過帯域は単一の放送局からのラジオ信号の帯域幅を十分受信できる幅になっている。
通信以外にも様々な通過帯域が存在する。例えば、多くの古くからある楽器はチューニング可能な音波バンドパスフィルタであり、ごく狭い通過帯域を持つ。笛やティン・ホイッスルといった木管楽器がよい例である。笛は吹き込み口部分で広帯域の音を発生するが、本体にある穴を指で押さえることで狭い通過帯域だけが共鳴する。笛には穴の押さえ方に対して複数の通過帯域があるため、強く息を吹くことで通常とは異なる音高を発することができる。発生する音は、指使いと吹き込み口で発する音のスペクトルに依存する。
一般に、フィルタの通過帯域の幅とフィルタが新たな入力に応答するのにかかる時間は反比例する。通過帯域が広ければ、フィルタは素早く応答する。これは数学におけるフーリエ変換から導かれる結論である。